# NGC 5897
NGC 5897 ist ein Kugelsternhaufen im Sternbild Waage. Dieser mit rund 40.000 Lichtjahren recht ferne Satellit der Milchstraße hat einen Durchmesser von mehr als 170 Lichtjahren. Er ist ein extrem locker aufgebauter Vertreter seiner Klasse, denn er weist selbst in seinem Zentrum eine sehr geringe Sterndichte auf.
Die Sterne des Haufens weisen nur gut ein Prozent der Metallizität der Sonne auf, was heißt, sie entstanden schon in einer Zeit, bevor unsere Galaxie eine Scheibe und Spiralarme ausbildete.
Das Objekt wurde am 10. März 1785 von Wilhelm Herschel entdeckt.